# Antello Z
Antello Z (né le 30 mars 2003, mort le 1er janvier 2016) est un cheval hongre de saut d'obstacles du stud-book Zangersheide, surtout monté par le cavalier Irlandais Cameron Hanley, dont il fut le cheval de tête. Il se blesse mortellement à Liverpool en fin d'année 2015, ce qui conduit à son euthanasie.

## Histoire

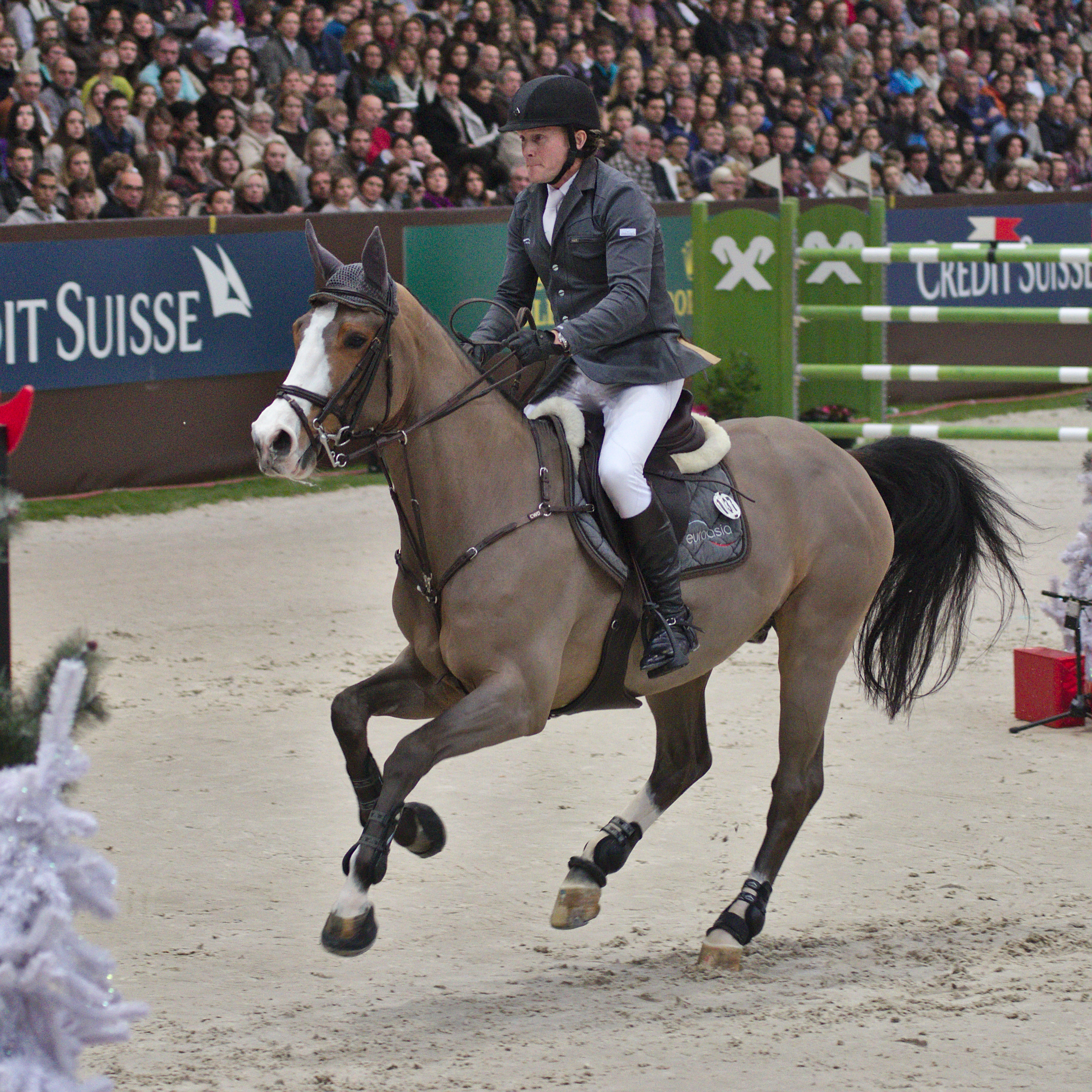
Antello Z monté par Cameron Hanley au CHI de Genève de 2013.

Il naît le 30 mars 2003 au haras (stoeterij) de Zangersheide, à Lanaken en Belgique flamande.
En 2011, son cavalier Cameron Hanley entre en convalescence pour une blessure au genou. Il participe aux championnats d'Europe de saut d'obstacles de 2013, puis aux jeux équestres mondiaux de 2014 à Caen, avec Antello Z. Sur décision de la société Euroasia, propriétaire entre autres d'Antello Z, le cheval est rapatrié vers les écuries du cavalier suisse Pius Schwizer en janvier 2015,. Hanley le récupère dans ses écuries allemandes en mai 2015.
Antello Z est accidenté au genou lors du CSI4* de Liverpool, une épreuve à 1,45 m, lors d'une chute peu commune sur un oxer. Les circonstances sont floues, il a pu être distrait par le public. La blessure, une fracture, se révèle plus grave que prévu. Il est euthanasié le 1er janvier 2016, à l'âge de 13 ans.

## Description
Antello Z est un hongre de robe baie, inscrit au stud-book du Zangersheide. 

## Palmarès
Il est classé 53e du classement mondial des chevaux d'obstacle établi par la WBFSH en octobre 2013, puis 129e en octobre 2014.
- septembre 2015 : vainqueur du Grand Prix du CSI3* de Donaueschingen, à 1,60 m[1].
- novembre 2015 : Vainqueur du CSI5-W de Stuttgart, à 1,50 m[1].

## Pedigree
Antello Z est un fils de l'étalon Animo II Z et de la jument Contelle Z, par Continue.
| Origines de Antello Z                         | Origines de Antello Z      | Origines de Antello Z      | Origines de Antello Z |
| --------------------------------------------- | -------------------------- | -------------------------- | --------------------- |
| Père Animo II Z KWPN 1992 - Bai foncé, 1,65 m | Animo KWPN 1982 -          | Almé Selle français, 1966  |                       |
| Père Animo II Z KWPN 1992 - Bai foncé, 1,65 m | Animo KWPN 1982 -          | Almé Selle français, 1966  |                       |
| Père Animo II Z KWPN 1992 - Bai foncé, 1,65 m | Animo KWPN 1982 -          | Irene KWPN, 1967           |                       |
| Père Animo II Z KWPN 1992 - Bai foncé, 1,65 m | Animo KWPN 1982 -          |                            |                       |
| Père Animo II Z KWPN 1992 - Bai foncé, 1,65 m | Ginkie KWPN 1988 -         | Akteur NWP, 1964           |                       |
| Père Animo II Z KWPN 1992 - Bai foncé, 1,65 m | Ginkie KWPN 1988 -         | Akteur NWP, 1964           |                       |
| Père Animo II Z KWPN 1992 - Bai foncé, 1,65 m | Ginkie KWPN 1988 -         | Binkie KWPN, 1983          |                       |
| Père Animo II Z KWPN 1992 - Bai foncé, 1,65 m | Ginkie KWPN 1988 -         |                            |                       |
| Mère Contelle Z Zangersheide 1995 - Bai foncé | Continue Oldenbourg 1990 - | Contender Holsteiner, 1984 |                       |
| Mère Contelle Z Zangersheide 1995 - Bai foncé | Continue Oldenbourg 1990 - | Contender Holsteiner, 1984 |                       |
| Mère Contelle Z Zangersheide 1995 - Bai foncé | Continue Oldenbourg 1990 - | Felici Oldenbourg, 1983    |                       |
| Mère Contelle Z Zangersheide 1995 - Bai foncé | Continue Oldenbourg 1990 - |                            |                       |
| Mère Contelle Z Zangersheide 1995 - Bai foncé | Elensia Oldenbourg 1992 -  | Eduard KWPN, 1986          |                       |
| Mère Contelle Z Zangersheide 1995 - Bai foncé | Elensia Oldenbourg 1992 -  | Eduard KWPN, 1986          |                       |
| Mère Contelle Z Zangersheide 1995 - Bai foncé | Elensia Oldenbourg 1992 -  | Walesiana Oldenbourg, 1986 |                       |
| Mère Contelle Z Zangersheide 1995 - Bai foncé | Elensia Oldenbourg 1992 -  |                            |                       |